# Dann Pursey
Daniel „Dann“ Pursey (* 1982 in Surrey, England) ist ein britischer Musiker und Singer-Songwriter aus dem Epic-Music- und Rockmusik-Genre. Bekannt wurde Pursey als Leadsänger, Gitarrist und Songwriter des Musikprojekts Globus. Zudem ist er der Gründer und Bandleader der Rockband Vanton.

## Karriere

### Vanton
Nach Abschluss der Schule arbeitete Pursey als Toningenieur beim Musikproduzenten Steve Mac. Dort wirkte er unter anderem an Musikstücken von Il Divo, Westlife, Kelly Clarkson und Leona Lewis mit und konnte so erste Lehrerfahrungen mit  professionellen Künstlern sammeln. Zwei Jahre später gründete er die Rockband Vanton, die am 29. November 2003 in London ihr erstes Konzert gab. Im Juli 2004 folgte schließlich die erste Tour durch South West England. Ein Jahr später erschien das erste Album der Band mit dem Titel Mission To Mars, das zwölf Songs umfasst. Zum Album-Track Freakin Out wurde eigens dafür mit Pursey auch ein Musikvideo produziert. 
Die Zusammensetzung der Band hat sich in den darauffolgenden Jahren mehrmals verändert. Aus Gründungszeiten vor ca. 13 Jahren blieben lediglich Pursey als Leadsänger und Gitarrist sowie der Gruppenname unverändert. Momentan besteht die Band aus drei Mitgliedern.

### Globus
2006 wurde Pursey vom Soundtrackkomponisten und Musikproduzenten Yoav Goren, der als Gründer von Immediate Music bekannt ist, einem kalifornischen Musikproduktionsunternehmen, das sich auf die Musik für Kinotrailer spezialisiert hat, in das Musikprojekt Globus aufgenommen, wo er hauptsächlich als Leadsänger und Gitarrist fungiert. Seinen ersten Auftritt mit Globus hatte er am 26. Juli 2006 in einer Live-Aufführung in der Grand Hall der Wembley Arena in London. Das Konzert wurde zudem am 28. Juli 2008 auch als Konzertfilm unter dem Titel Globus: Live at Wembley auf DVD angeboten.
Das Repertoire von Pursey für Globus umfasst derzeit fünf Songs, wobei drei Songs auf dem Album Epicon veröffentlicht wurden. Er ist zudem Co-Autor der letzten drei Songs. Vom Song Orchard of Mines, geschrieben und gesungen von Pursey, kam eine Single-Auskopplung, das zu einer Hit-Single avancierte und neun Wochen lang in den Billboard Hot 100 Singlecharts verbrachte. Zum Musikstück wurde auch ein Musikvideo in den Pinewood Studios in Großbritannien produziert.  Pursey beschrieb Orchard of Mines als seinen bis dato bedeutendsten Song. Der Song wurde im Jahr 2008 von der Band Asia auf dem Album Phoenix gecovert. 
Laut eigener Aussage stolperte er nur durch Zufall auf Globus. So erklärte Pursey in einem Interview mit BBC Radio: „Ich habe mir einen Trailer zum Film Aviator angesehen und war von der Musik weggeblasen. Ich kontaktierte anschließend den Typ, der den Soundtrack schrieb & produzierte, Yoav Goren, und bat darum, ob ich den Track nachbessern und es in ein Lied für meine Band umwandeln könnte. Er musste mit den Resultaten ziemlich glücklich gewesen sein, denn hier bin ich!“ („I was watching a trailer for the film The Aviator and was blown away by the music. I contacted the guy who wrote & produced it, Yoav Goren, to find out if I could rework the track and turn it into a song for my band. He must have been pretty happy with the results because here I am!“).
Das zweite Album von Globus wurde im Jahr 2011 unter dem Titel Break From This World veröffentlicht. Darin singt Pursey den Song Wyatt Earth, der mit derselben Melodie begleitet wird, die den Trailer zum Film The Aviator untermauert.

## Sonstiges
Neben seiner Tätigkeit bei Globus und Vanton ist Pursey außerdem momentanes Mitglied der Band FADE.

## Diskografie

### Vanton
| Nr. | Jahr | Titel                  |
| --- | ---- | ---------------------- |
| 1   | 2005 | To Be Continued        |
| 2   | 2005 | Real To Me             |
| 3   | 2005 | Freakin Out            |
| 4   | 2005 | Access Denied          |
| 5   | 2005 | Fatboy                 |
| 6   | 2005 | Hey Hey                |
| 7   | 2005 | Gut                    |
| 8   | 2005 | Silver Bullet          |
| 9   | 2005 | Aliens In Your Cranium |
| 10  | 2005 | Mission To Mars        |
| 11  | 2005 | So Hard                |
| 12  | 2005 | Warehouse              |

### Globus
| Nr. | Jahr | Titel                           |
| --- | ---- | ------------------------------- |
| 1   | 2006 | Prelude (On Earth as in Heaven) |
| 2   | 2006 | Europa                          |
| 3   | 2006 | Orchards of Mines               |
| 4   | 2006 | Take Me Away                    |
| 5   | 2011 | Wyatt Earth                     |

### Alben
- 2005: Mission To Mars
- 2006: Epicon
- 2011: Break from This World

### DVDs
- 2008: Globus Live At Wembley